# 津島市消防本部
津島市消防本部（つしまししょうぼうほんぶ）は、愛知県津島市の消防部局（消防本部）。管轄区域は津島市内全域。

## 概要
- 消防本部：愛知県津島市埋田町2-70-1
- 管内面積：25.09km2
- 職員定数：88人
- 消防署1カ所
- 主力機械（2019年4月1日現在）
  - 普通消防ポンプ自動車：2
  - 水槽付消防ポンプ自動車：1
  - はしご付消防自動車：1
  - 高規格救急自動車：3
  - 救助工作車：1
  - 指揮車：1
  - 査察車：1
  - 広報車：3
  - 連絡車：2
  - 資機材搬送車：2

## 沿革
- 1949年4月　津島市役所内に津島市消防本部を設置。
- 1951年8月　消防庁舎を新設し、津島市消防署を設置。
- 1971年3月　新消防庁舎が現在地に竣工し移転。
- 2013年4月　海部地方消防指令センターを弥富市役所十四山支所内にて共同運用開始
- 2025年度を目処に名古屋市消防局に通信指令業務を委託の予定[1]。

## 組織
- 本部 - 総務課、予防課
- 消防署

## 消防署
| 消防署       | 住所         | 出張所 |
| ------------ | ------------ | ------ |
| 津島市消防署 | 埋田町2-70-1 | なし   |

## 消防指令センター
津島市は蟹江町、海部東部消防組合、海部南部消防組合、愛西市とともに海部地方消防指令センターを共同運用している。2025年4月から海部地方消防指令センターの業務は名古屋市の防災指令センターに集約される予定になっている。